# Cristina Aicardi
Cristina Aicardi (nacida el 14 de enero de 1986) es una jugadora peruana de bádminton que fue campeona suramericana en Medellín 2010. Actualmente tiene 39 años. 

## Carrera
Tuvo sus inicios en el Club de Regatas Lima en 1997, aproximadamente. Fue convocada para la selección del club, que, a su vez, es la selección peruana de bádminton.
En su carrera figuran muchos campeonatos internacionales. Participó en el Campeonato del Mundo de 2005 celebrado en Anaheim, en la modalidad de individual femenino perdió en primera ronda contra Elena Nozdran de Ucrania.
Aicardi se ubica, en junio de 2010, en el puesto 110 del Ranking Mundial de Bádminton.

## Participación internacional

### Campeonato mundial
- Anaheim 2005: Primera ronda.

### Juegos Bolivarianos
- Sucre 2009: 1 medalla de oro (dobles femenino).

### Juegos Suramericanos
Fue reconocido su triunfo de ser la séptima deportista con el mayor número de medallas de la selección de  Perú en los juegos de Medellín 2010.

#### Juegos Suramericanos de Medellín 2010
Su desempeño en la novena edición de los juegos, se identificó por obtener un total de 3 medallas:

- , Medalla de oro: Equipo Mixto Badminton
- , Medalla de plata: Bádminton Individual Femenino
- , Medalla de plata: Bádminton Dobles femenino

### Otros torneos
- Miami Pan Am International 2009: Primera fase.